# Лестерширський пиріг зі свининою
Лестерширський пиріг зі свининою або Мелтон Моубрей (англ. Melton Mowbray pork pie) — традиційний британський холодний м'ясний пиріг. Начинку готують із досить крупно рубаної свинини, запікають у тісті, замішаному на гарячій воді. Після випікання всередину пирога додається рідкий холодець (у цьому випадку — перенасичений свинячий бульйон з прянощами): м'ясо під час приготування розширюється, а при охолодженні стискається. Желе заповнює утворені порожнини, що допомагає довго зберігати пиріг і підтримувати його вологим. Страву подають як закуску, окремо або з домашніми соліннями, з салатом.

## Історія страви із захищеною географічною вказівкою
Хоча варіанти випічки з м'ясом, що вживається холодною, відомі майже по всій Англії, рецептура цього пирога стала традиційною для міста Мелтон Моубрей у графстві Лестершир, за назвами яких він і відомий усьому світу. Практичність форми та її ситність місцева шляхта вперше оцінила під час полювання на лисиць наприкінці XVIII століття, звернувши увагу на цілком скромну трапезу конюхів та слуг. Відтоді страва змінилася мало. Свинина подрібнюється ножем, але не до стану фаршу, начинка формується вручну в оболонку із тіста, замішаного на гарячій воді. На відміну від інших англійських пирогів зі свининою, Мелтон Моубрей печуть без обручів чи форм, тому вони набувають неправильної, характерної «форми цибулини», трохи ширшої внизу. Такі елементи рецептури закріпила офіційно 2008 року Європейська комісія, через 10 років після розгляду заявки, і надала страві статус PGI (захищене географічне позначення). Додано й інші вимоги, викликані розвитком сучасних технологій. У приготуванні слід використовувати тільки м'ясо свиней, яке не зазнало додаткової обробки: ферментації, соління, квашення; при вирощуванні тварин не повинні використовуватися штучні добавки в корми та антибіотики. Використання щойно забитої, не обробленої свинини надає продукту на зрізі природно сірий, а не рожевий колір, що є ще однією ознакою за PGI. Для контролю за виробництвом та розповсюдженням захищеної за географічним найменуванням продукції створено Асоціацію виробників пирогів Мелтон Моубрей (MMPPA, англ. Melton Mowbray Pork Pie Association).

## Інші варіанти англійських пирогів зі свининою
В Англії поширений рецепт пирога зі свининою — Gala pie (≈ Святковий пиріг). До свинини додають м'ясо курки, а в центрі додають варене яйце.

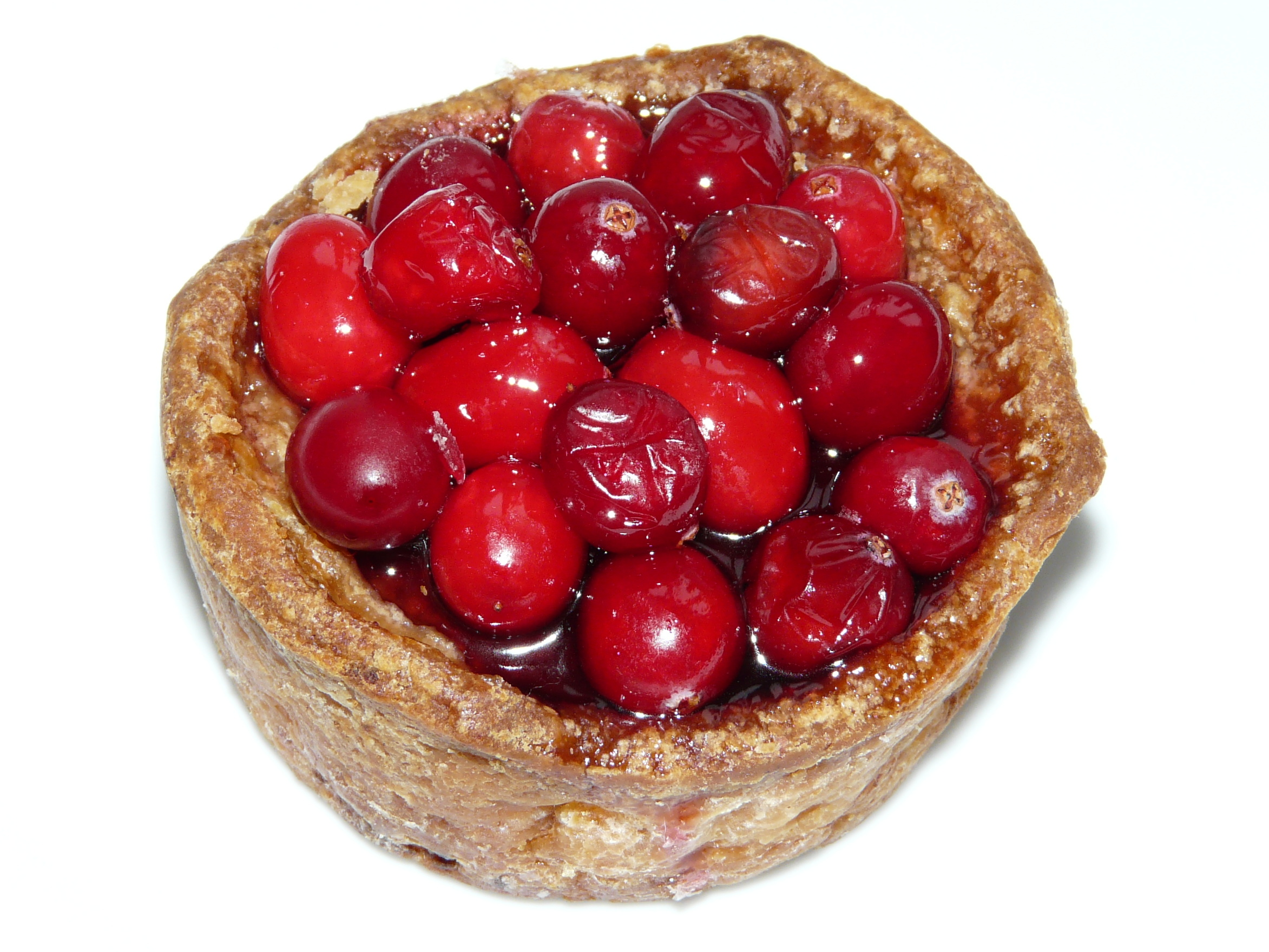
Пиріг для пікніку. Начинка зі свинини вкрита журавлиною.

Такий пиріг зазвичай запікають у формі довгого бруска, схожого на хлібину. При сервіруванні його розрізають і на зрізі кожної порції видно всі елементи начинки: жовток, білок, м'ясо. Найуміліші кулінари для того, щоб усі шматки були однаковими, і не було порцій тільки з краями білка, робили попередньо так зване «довге яйце» (англ. long egg). Для цього вони відокремлювали білки від жовтків і варили їх по черзі у спеціальних циліндрах. Нині такий продукт виробляють на харчових підприємствах, крім того, в деяких кухонних процесорах передбачено функцію для виготовлення «довгого яйця».
Ще один варіант Мелтон Моубрей — Picnic pie (≈ Пиріг для пікніка). Зазвичай вони мають менші розміри, а у свинячу начинку, як правило, включають додаткові складники: яблука, ягоди, солоні огірки, бекон тощо. У низці випадків тверду верхівку пирога замінюють кондитерською решіткою, що робить начинку відкритою.